# Blood Feud
"Blood Feud" är avsnitt 22 och det sista från säsong två av Simpsons och sändes i USA på Fox den 11 juli 1991. I avsnittet behöver Mr. Burns en blodtransfusion. Efter att Homer upptäcker att Bart har rätt blodtyp övertygar han honom att han donera blod eftersom han då skulle få en present. Familjen får bara ett tackkort vilket får Homer att skriva ett argt brev till Burns. Då Burns får det blir han arg och vill hämnas på Homer men Waylon Smithers övertygar honom att inställt ge en present till familjen och de får sin present, som blir ett olmekiskt kolossalhuvud. Avsnittet skrevs av George Meyer och regisserades av David Silverman. Idén kom från Sam Simon, Al Jean och Mike Reiss då en medarbetare fick en blodtransfusion. Efter avsnittet har huvudet funnits i bakgrunden i flera avsnitt i Simpsons. Avsnittet sändes under sommaren då Fox ville försöka locka nya tittare till hösten. Avsnittet hamnade på plats 24 över mest sedda program under veckan med en Nielsen ratings på 10.8.

## Handling
Mr. Burns får hypohemia och behöver en blodtransfusion. Hans blodtyp, är dubbel O negativt vilket är en mycket sällsynt blodtyp. Waylon Smithers ber alla anställda med blodtypen att donera blod till Burns. Carl Carlson har den blodtypen men vägrar ge blod till Burns, Homer vill gärna ge blod men han har fel blodtyp. Men efter att Homer upptäcker att Bart har rätt blodtyp övertygar han Bart att donera blod efter Homer berättar för honom att han kommer att bli belönad. Burns liv räddas av Barts blod och han är piggare än på länge och skickar familjen ett tackkort. Då familjen får kortet blir det besvikna då de hade hoppats på något större. Homer skriver då ett argt svarsbrev till Burns men Marge övertygar honom i sista stund att inte skicka brevet. På morgonen berättar Homer för Marge att han är glad att han inte skickade det men får då reda på att Bart skickat brevet ändå.
Bart berättar att han gjorde det för han visste att Homer skulle ändra sig, och bestämde sig för att skicka brevet själv. Homer försöker hindra Burns från att läsa brevet men misslyckas. Burns blir rasande då han läser brevet och vill att hans underhuggare misshandlar Homer. Waylon Smithers stoppar misshandeln eftersom familjen räddade Burns liv. Smithers övertygar Burns att ge honom en gåva som tack för vad de gjorde. Burns går med på det och köper Xtapolapocetl, ett olmekiskt kolossalhuvud. Familjen blir förvånad över gåvan och de sitter och börjar fundera över vad de ska göra med sin present. De börjar fundera över om en god gärning är en belöning men de skulle inte fått något om de inte skrivit brevet. De kommer fram med slutsatsen att slumpen gjorde att de fick presenten.

## Produktion
"Blood Feud" skrevs av George Meyer och regisserades av David Silverman. Idén kom från Sam Simon, Al Jean och Mike Reiss då de hade brist på idéer för säsongen. Idén kom då en anställd fick en blodtransfusion och de tyckte Mr. Burns kunde få en. Jean och Reiss fick finslipa och ändra mycket av manuset. Under bordsläsningen kunde inte Harry Shearer medverka så Dan Castellaneta fick läsa hans repliker. Första akten blev längre än planerat eftersom författarna tyckte att det var bättre att avsluta med familjen Simpson än med Mr. Burns tillfrisknade. Idén med att familjen diskuterar om vad som hänt skrevs in för de hade svårt att hitta på ett slut. I boken Planet Simpson har Chris Turner skrivit att slutet hånar sitcom-stilen.
David Silverman anser att avsnittet är en av hans favoriter och gillade att man i avsnittet kom på idén att Homer talar med sin hjärna. Silverman gjorde i avsnittet så att tittarna trodde i några minuter att Burns ville ha mera av Barts blod då han säger att allt han behövde var en ung pojkes blod. Det olmekiskt kolossalhuvudet har efter detta avsnitt funnits i familjen källare eller vind men bara som dekoration. Huvudet har efteråt haft en handling i serietidningarna om Simpsons. Kolossalhuvudet baserades på ett riktigt olmekisk staty men tillägget att den ser mer intressant och grotesk ut.

## Kulturella referenser
Då Smithers och Dr. Hibbert diskuterar Mr. Burns hälsa är det en referens till En sensation. Otto nynnar i avsnittet på "Iron Man". Mr. Burns berättar i avsnittet att han skrivit "Like Hell I Can't" som en referens till boken Yes, I Can. Homer berättar för Bart en missvisande historia om "Androcles" och säger att historien handlar om "Herakles". En tavla i postkontoret är Michelangelos Adams skapelse. Då Burns berättar att han ska ge familjen en present är repliken en referens till Dr. Seuss böcker Scenen då Homer skriver brevet och sen då han och Bart försöker rädda brevet från brevlådan är scenen en referens till "The Honeymooners" och avsnittet "Letter to the Boss."

## Mottagande
"Blood Feud" gjordes för säsong två men fick sändas under sommaren den 11 juli 1991 för att Fox ville locka nya tittare till höstsäsongen. "Three Men and a Comic Book" räknades som säsongavslutning då det sändes men "Blood Feud" är med på dvd-utgåvan för andra säsongen. Avsnittet hamnade på plats 24 över mest sedda program på Fox under veckan med en nielsen ratings på 10.8. Avsnittet var det näst mest sedda på Fox under veckan det sändes. Samtidigt sändes en repris av deras "konkurrent" Cosby som fick en nielsen rating på 10.3.
I boken I Can't Believe It's a Bigger and Better Updated Unofficial Simpsons Guide har Warren Martyn och Adrian Wood skrivit att avsnittet gör en parodi på vad tittarna kan diskutera då de ser på Simpsons och de gillar Homers förvandling från arg förälder till en förnuftig, lugn make samt även hans reaktion då han får reda på att Bart postat hans brev och hans försöka att hämta brevet. De gillar också hur Burns förändrades från han fick brevet till att han gav familjen en present. Hos DVD Movie Guide har Colin Jacobson skrivit att på många sätt verkar avsnittet har mer mening än andra och liknar lite "Two Cars in Every Garage and Three Eyes on Every Fish". Jacobson tycker att scenen då Homer försöker rädda brevet från Burns liknar en scen i Familjen Flinta. Även med likheterna är avsnittet underhållande och innehåller bra delar som från Homers berättelse från bibeln till hans besök på postkontoret. Hos DVDTown har avsnittet fått betyg C och beskrivits som ett bra avsnitt men långt ifrån bäst. Ben Rayner på The Toronto Star har placerat avsnittet på sin tio i topp lista över bästa avsnitt från serien och han säger att scenen då Homer besöker postkontoret är roligt även efter femton år.